# Phyxelididae
Phyxelididae là một họ nhện. Họ này gồm có 12 chi và 54 loài.

## Các chi
- Ambohima Griswold, 1990 (Madagascar)
- Kulalania Griswold, 1990 (Kenya)
- Lamaika Griswold, 1990 (Nam Phi)
- Malaika Lehtinen, 1967 (Nam Phi)
- Matundua Lehtinen, 1967 (Nam Phi)
- Namaquarachne Griswold, 1990 (Nam Phi)
- Phyxelida Simon, 1894 (Châu Phi, Madagascar, Cyprus, Thổ Nhĩ Kỳ)
- Pongolania Griswold, 1990 (Nam Phi)
- Themacrys Simon, 1906 (Nam Phi)
- Vidole Lehtinen, 1967 (Nam Phi)
- Vytfutia Deeleman-Reinhold, 1986 (Sumatra, Borneo)
- Xevioso Lehtinen, 1967 (châu Phi)